# Przytulia szwedzka
Przytulia szwedzka (Galium suecicum (Sterner) Ehrend.) – gatunek rośliny z rodziny marzanowatych. Występuje w Szwecji, Niemczech oraz Polsce.
W Polsce jest gatunkiem bardzo rzadkim; rośnie tylko w okolicy Słubic.

## Morfologia
PokrójRoślina tworząca luźne darnie.
ŁodygaKrucha, cienka, owłosiona, o wysokości 5–20 cm, z wydłużonymi środkowymi międzywęźlami.
LiścieMocno owłosione, o długości 0,5–1 cm, skupione w okółki po 5–6.
KwiatyBiałe, na bardzo krótkich szypułkach, skupione w pęczki.
OwocWyraźnie, ostro brodawkowana rozłupnia.

## Biologia i ekologia
Hemikryptofit lub chamefit. Kwitnie od maja do czerwca. Rośnie w lasach sosnowych i w lasach mieszanych. Liczba chromosomów 2n = 22.

## Zagrożenia i ochrona
Roślina umieszczona na polskiej czerwonej liście w kategorii CR (krytycznie zagrożony).